# Alexander Quaderer
Alexander Quaderer (13 febbraio 1971) è un ex calciatore liechtensteinese, di ruolo centrocampista.

## Carriera

### Nazionale
Ha collezionato 6 presenze con la propria Nazionale.